# 肺炎鏈球菌
肺炎鏈球菌（學名：Streptococcus pneumoniae）是一種球狀的革蘭氏陽性菌，持有α溶血性，鏈球菌屬下的一種菌。肺炎鏈球菌於1880年代已被發現能引致肺炎，是一種重要的人類病因，亦是體液免疫研究的對象。
肺炎鏈球菌於1926年的最初名字是肺炎雙球菌（學名），因牠在革蘭氏染色中的特徵。於1974年，因牠在液體媒介中鏈的長成，而被重新命名為肺炎鏈球菌。因牠是肺炎的病原因子，一般都會稱牠為肺炎球菌。
除了不同的名字外，肺炎鏈球菌亦會導致不同種類的疾病，包括有急性鼻竇炎、中耳炎、腦膜炎、骨髓炎、膿毒性關節炎、心內膜炎、腹膜炎、心囊炎、蜂窩組織炎及腦膿腫。
肺炎鏈球菌是一種普遍導致成人感染細菌性腦膜炎的病菌，亦是首兩種在中耳炎發現的分離株。由肺炎鏈球菌引致的肺炎是在年幼或年長的人中最經常出現。
肺炎鏈球菌與同是alpha溶血性的草綠色鏈球菌有所分別，因肺炎鏈球菌是對奧普托辛（optochin）較敏感，所以能透過奧普托辛測試驗出牠們的分別。肺炎鏈球菌的菌體是有莢膜包裹及呈革蘭氏陽性，與草綠色鏈球菌在革蘭氏染色有型態上的不同（肺炎鏈球菌染色型態的是呈針刺狀）。牠有著一個多醣莢膜，是一種重要的致病因子，可以抵抗吞噬作用。对抗荚膜的抗体可以去除这效果用，但由於莢膜的化學成份的緣故，牠不會引起未曾發展漿性免疫的嬰兒及孩童产生抗體。

## 體液免疫
在19世紀，實驗證實將死去的肺炎鏈球菌植入兔子內，能賦予兔子免疫性對抗這種細菌。這種兔子的血清或從肺炎鏈球菌造成的肺炎康復的人中，可以建立免疫力。在20世紀，在南非的礦工中成功證實免疫的功效。
當發現肺炎鏈球菌的莢膜能抵抗吞噬作用時，於1920年代，一種特別對抗多醣莢膜的抗體能協助殺死肺炎鏈球菌。於1936年，一種疫苗被用於阻止肺炎的流行。於1940年代，實驗透過控制DNA能令莢膜變型。
於1900年發現有不同的肺炎鏈球菌血清型，對特定的血清型的免疫力並未能阻止其他血清型的感染。由當時開始，已發現了超過90種血清型，每一型均有自己獨特的多醣莢膜。由於部份血清型是特別容易致病，所以現時有足夠的疫苗保護。目前的疫苗包含約23種血清型。
血清型是以兩種系統所編號：美國的系統是按照其發現的先後次序來編號，而丹麥的系統則是以抗原的相似性來編號。

## 預防
可以用疫苗预防。结合型疫苗是较新的种类，对2岁以下小儿有效，可产生终生免疫，缺点是价数较低。多糖型疫苗是较老的种类（现在主要是23价），多用于成年人，缺点是免疫反应弱，持续时间短。

## 與流感嗜血桿菌的相互關係
流感嗜血桿菌與肺炎鏈球菌都能在人類的上呼吸系統中發現。一項有關牠們之間的競爭研究指出，在培養基內，肺炎鏈球菌能以過氧化氫攻擊流感嗜血桿菌及能排除在表面流感嗜血桿菌生存所需的分子。
當兩種細菌一同在鼻腔內時，兩星期之內，只有流感嗜血桿菌能夠生存。當兩種細菌分別地放在鼻腔內時，兩者皆能生存。使實驗鼠的上呼吸組織暴露於兩種細菌時，發現有格外大量的中性粒細胞。當實驗鼠只是暴露於其中一種細菌時，則不會出現這些細胞。
實驗證實當中性粒細胞放在已死的流感嗜血桿菌時，它們會強烈攻擊肺炎鏈球菌。而這種攻擊相較沒有死亡的嗜血桿菌時，則不會這麼強烈。但暴露於已死的流感嗜血桿菌中，則不會有任何對生存的流感嗜血桿菌有所影響。這種現象有兩種可能性：
1. 當流感嗜血桿菌被肺炎鏈球菌攻擊時，引發了免疫系統攻擊肺炎鏈球菌。
2. 兩種細菌的結合引發了只有其中一種細菌存在所不會引發的免疫系統警報。

至於為何流感嗜血桿菌會不受免疫系統的影響則不得而知。

## 外部連結
- 微生物免疫學-Streptococcus pneumonia(肺炎鏈球菌) （页面存档备份，存于）

- 格里菲斯实验